# Idaea placitaria
Idaea placitaria là một loài bướm đêm trong họ Geometridae.